# Chiesa di San Pietro a Majella
La chiesa di San Pietro a Majella è una chiesa gotica di Napoli situata su via dei Tribunali, nel centro antico della città.
All'interno dell'omonimo complesso monasteriale ha sede dal 1826 il Conservatorio musicale di Napoli "San Pietro a Majella", una delle più prestigiose scuole di musica in Italia.

## Storia
La chiesa fu costruita alla fine del Duecento sul luogo dove sorgevano due monasteri femminili, uno intitolato a sant'Eufemia e l'altro a sant'Agata, su iniziativa di Giovanni Pipino da Barletta, conte palatino e maestro razionale della Curia, per volere del re Carlo II di Napoli.
Sotto la tutela dell'ordine dei Celestini il complesso fu dedicato al santo pontefice Celestino V, al secolo Pietro Angelerio da Morrone, e fu comunemente detta "di San Pietro a Majella" in ricordo del romitaggio del santo sulla Maiella.
Seppur di impronta tipicamente gotica, soprattutto per quel che riguarda il campanile che risale all'originale architettura trecentesca, la chiesa fu invece interessata nel corso dei secoli da numerosi rimaneggiamenti che ne hanno alterato sia l'aspetto esterno che interno. I primi lavori si ebbero tra il 1319 e il 1341 con interventi che vennero decisi dal re Roberto d'Angiò e da Andrea di Ungheria. Altri radicali restauri si ebbero anche per tutta la seconda metà del Trecento e Quattrocento; i lavori consistettero nello spostamento in avanti della facciata, originariamente allineata col campanile, e con la conseguente aggiunta di sei cappelle, ossia le prime due di entrambe le navate laterali e le due più estreme della parete presbiteriale.  Tra il 1493 e il 1508 ci fu poi l'ampliamento dello spazio monasteriale, che avrebbe dovuto accogliere anche la comunità dei padri celestini che erano insediati nella chiesa di Santa Caterina a Formiello e che per volontà dell'allora sovrano Federico I di Napoli, duca di Calabria, dovettero cedere il monastero ai padri domenicani.
Altre opere di adeguamento si ebbero nel corso della prima metà del Seicento e interessarono la realizzazione del portale d'ingresso principale, finanziato dalla principessa di Conca Juana de Zúñiga Avellaneda y Pacheco, moglie del Grande Ammiraglio del regno di Napoli Matteo di Capua, II principe di Conca (ca. 1568-1607), e le decorazioni dell'interno, volute invece dall'abate dell'ordine dei celestini Fabrizio Campana, che in quest'occasione volle una rivisitazione barocca dell'edificio con stucchi e marmi, un rialzamento del presbiterio e la sostituzione del vecchio soffitto a capriate con quello cassettonato di Bonaventura Presti che tuttora c'è e per il quale furono messi a disposizione per la sua realizzazione 3500 ducati, dei quali 1500 erano destinati al pittore Mattia Preti per il compimento dei dieci dipinti che sono collocati entro le nicchie della navata mediana e del transetto.
Ulteriori lavori si ebbero poi nel corso del primo quarto del Settecento e poi ancora nella prima metà dell'Ottocento, quando l'ordine dei Celestini fu cacciato a seguito dell'instaurazione della Repubblica di Napoli del 1799 e il complesso monasteriale fu riadattato per ospitare nel 1826 il Conservatorio di San Pietro a Majella, nato dalla fusione di altri quattro preesistenti conservatori. Successivamente però, in occasione di un lungo lavoro di restauro avvenuto tra il 1888 e il 1927, si intese ripristinare l'originario aspetto gotico all'edificio.
Alla riapertura della chiesa il culto venne affidato all'ordine dei Servi di Maria.
Attualmente la chiesa è interessata da complessi lavori di restauro, finanziati dai fondi europei del Progetto Unesco per il centro storico di Napoli.

## Descrizione

### Pianta
| 1. Storie di san Pietro Celestino, tele di Mattia Preti sul soffitto 2. Storie di santa Caterina d'Alessandria, tele di Mattia Preti sul soffitto 3. I cappella sx 4. Cappella Spinelli-Raetano (II cappella sx) 5. Ingresso laterale (III cappella sx) 6. IV cappella sx 7. Cappella Colonna Zagarola (V cappella sx) 8. Cappella Staibano (II cappella presbiteriale sx) 9. Madonna dell'Umiltà, affresco di ignoto trecentesco 10. Cappella Petra (I cappella presbiteriale sx) 11. Abside 12. Altare maggiore e balaustra dei fratelli Pietro e Bartolomeo Ghetti e del Fanzago 13. I cappella presbiteriale dx 14. Cappella Leonessa (II cappella presbiteriale dx) 15. V cappella dx 16. Cappella San Pietro (IV cappella dx) 17. III cappella dx 18. II cappella dx 19. Cappella Stinga (I cappella dx) | Pianta |

### Esterno

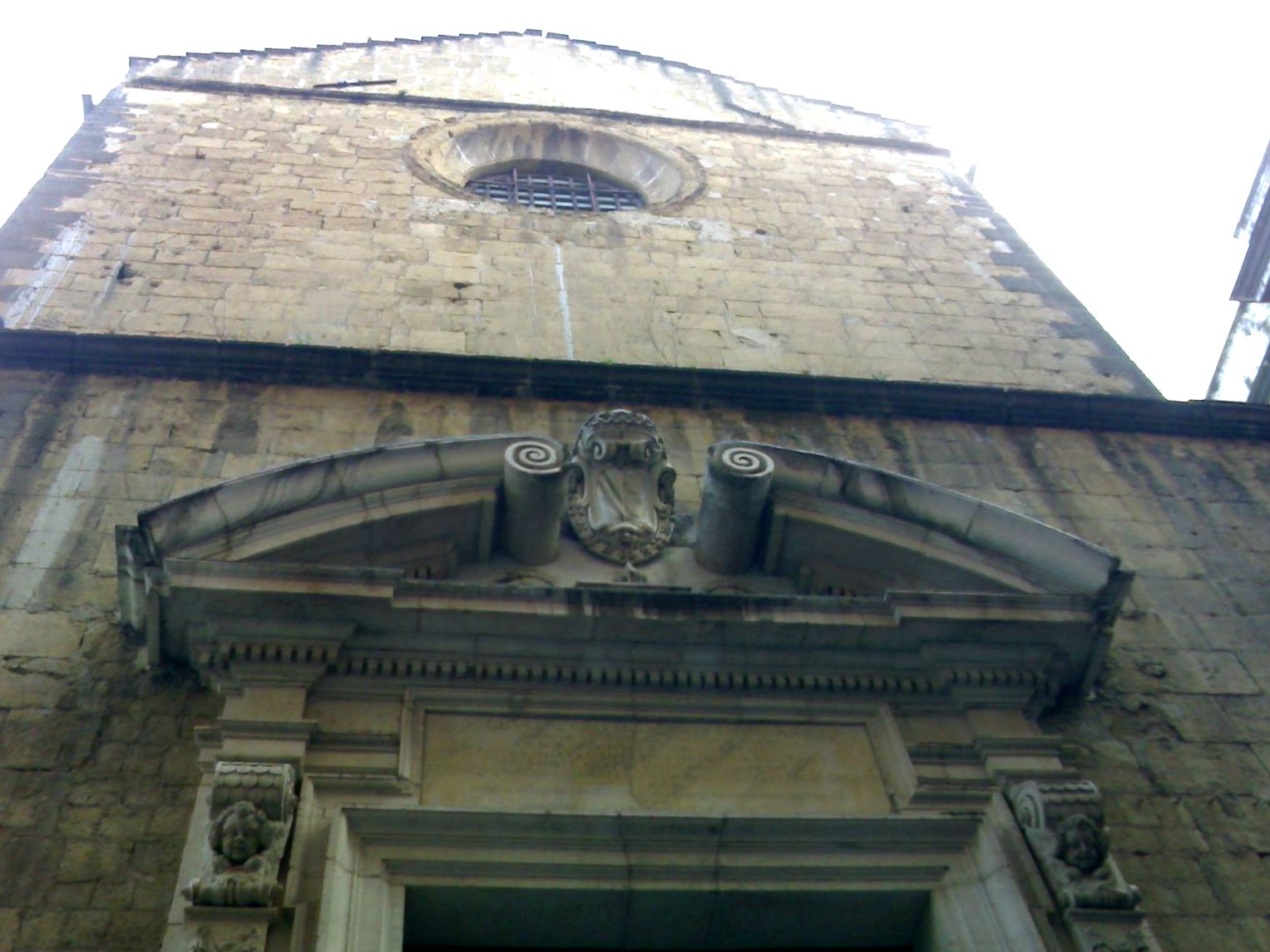
Scorcio della facciata principale

La facciata principale della chiesa è su via dei Tribunali, tutta in piperno e caratterizzata nella parte superiore da un rosone e in quella inferiore da una scalinata che precede un portale marmoreo d'ingresso di gusto barocco, dove in alto è posta una lastra sulla quale è presente un'incisione che rimembra le vicende legate alla costruzione della chiesa, sopra la quale a sua volta è un timpano spezzato al centro del quale insiste lo stemma marmoreo della famiglia che ha commissionato l'opera.
Il campanile si trova sul fianco sinistro della chiesa ed è suddiviso in cinque parti con relativa cuspide, secondo uno schema tipico nell'architettura campana dell'epoca. Di attribuzione incerta, fu edificato all'inizio del XIV secolo all'interno della prima arcata della navata sinistra, con uno schema molto simile a quello seguito nella cattedrale di Lucera, in stile gotico provenzale. È alto 42 metri ed è in tufo con angoli in piperno, con quattro piani, l'ultimo esagonale e sormontato da una cuspide, sopra il basamento nel quale si apre una porta. Tra il secondo e il terzo piano furono collocati tavole marmoree con gli stemmi del papa Celestino V. Sul basamento si apre infine il quattrocentesco portale laterale della chiesa che conduce in corrispondenza della terza cappella della navata sinistra; questo è tutto in marmo (seppur privo di qualsiasi motivo e fregio) con architrave sopra la quale si completa un arco a sesto acuto.

### Interno

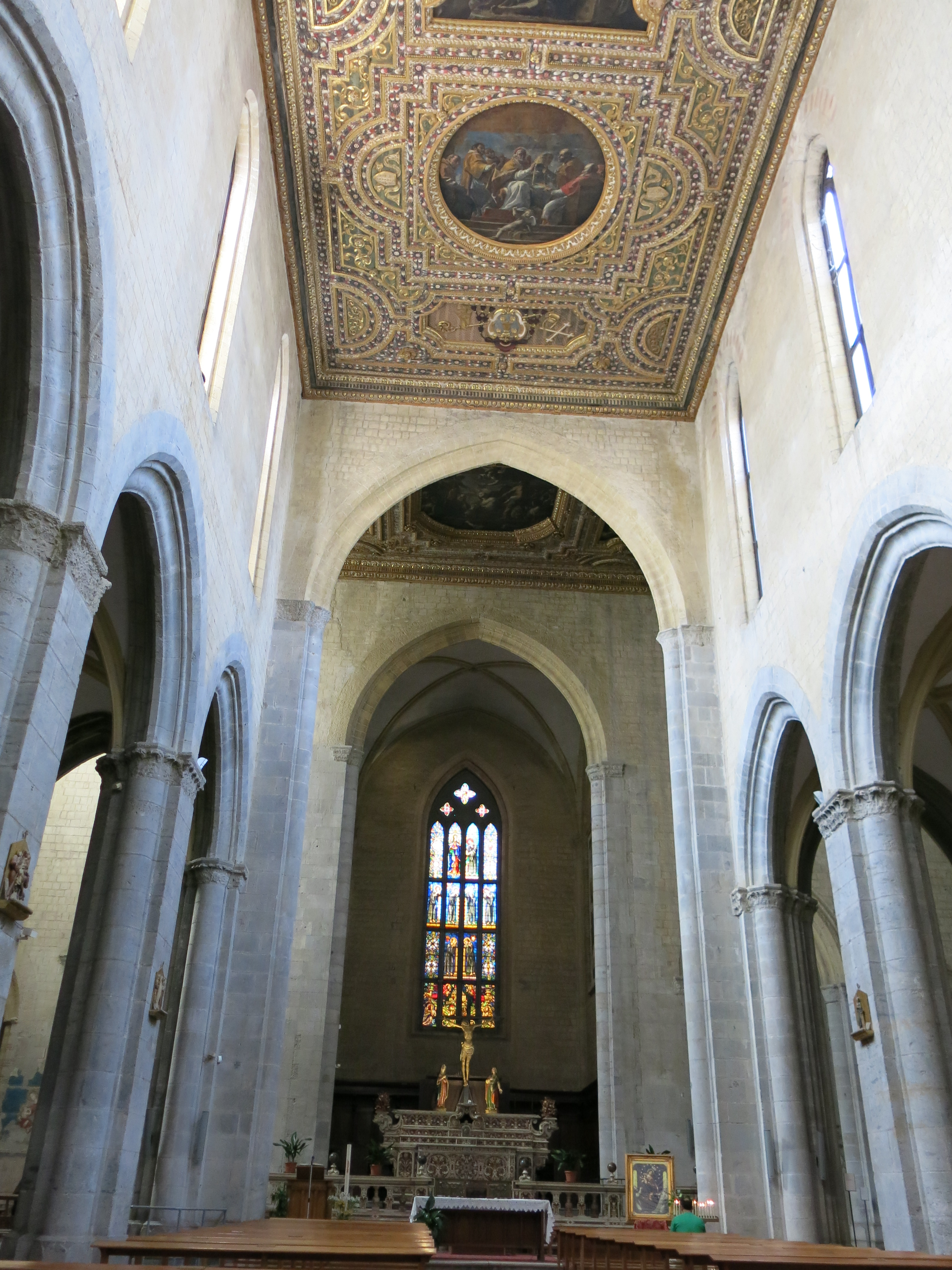
Vista della navata centrale

L'interno si presenta a tre navate con la centrale caratterizzata da un soffitto a cassettoni e le laterali con volte a crociera. Le navate sono separate da pilastri sorreggenti archi gotici con dieci cappelle laterali (cinque per lato) più quattro presbiteriali (due per lato). 
Nell'abside è collocato il seicentesco altare maggiore realizzato su disegno di Cosimo Fanzago da Pietro e Bartolomeo Ghetti: lo stesso è decorato con candelieri e grandi vasi in argento ed è preceduto da un balaustra rivestita di marmi policromi realizzata dallo stesso Fanzago. Si innalza sull'altare un quattrocentesco crocefisso ligneo mentre nella tribuna alle spalle è collocato un coro ligneo della prima metà del XVI secolo intarsiato con scene di Santi, con una Presentazione di Gesù al tempio e con l'Ascensione. Sulle pareti soprastanti sono infine disposti affreschi del 1646 di Nunzio Rossi con a sinistra la Glorificazione dell'ordine benedettino e a destra San Celestino dà lo statuto all'ordine; alla parete centrale è invece una quadrifora con scene ritratte sui vetri.
I soffitti cassettonati della navata mediana e del transetto furono progettati da Bonaventura Presti nella metà del Seicento e presentano dipinti di Mattia Preti con Episodi della vita di san Pietro Celestino e di Santa Caterina d'Alessandria, databili tra il 1657 e il 1673, durante il soggiorno napoletano dell'artista, e rappresentanti uno dei punti massimi della pittura italiana del Seicento.
Tra la prima e la seconda cappella del transetto sinistro sono conservati i resti di un affresco della metà del Trecento raffigurante la Madonna dell'Umiltà, collocato sul lato esterno del pilastro dei due ambienti; sulla facciata principale del braccio destro, invece, un portale rinascimentale conduce al chiostro del monastero. Nella controfacciata è infine visibile un notevole Crocifisso ligneo seicentesco di autore ignoto.

#### Cappelle laterali

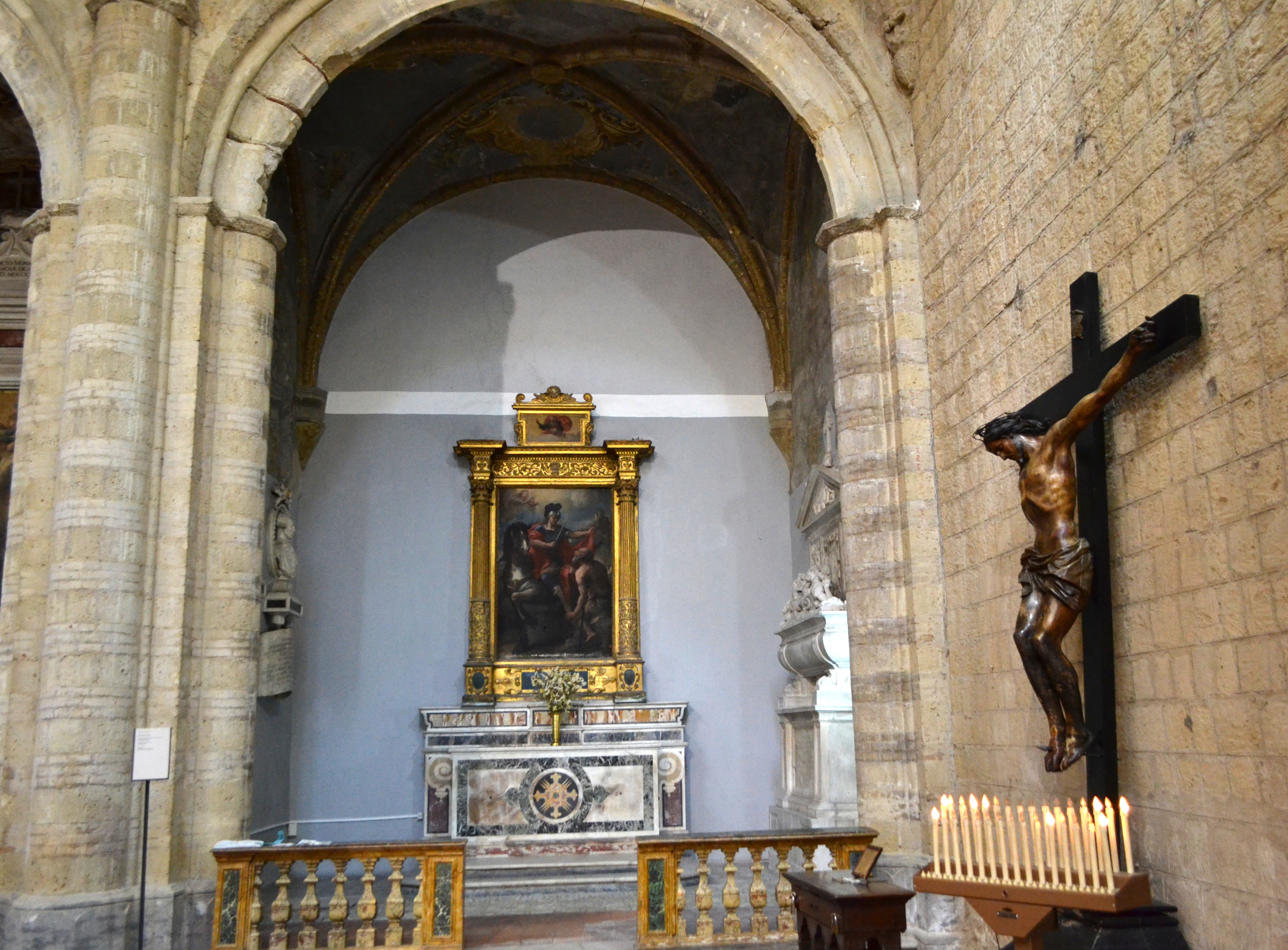
I cappella di destra

La prima cappella a destra (cappella Stinga) vede i sepolcri di Ippolita e Giambattista Comite di Salvatore Di Franco sulle pareti laterali, con una tela del San Martino e il povero attribuita a Girolamo Cenatiempo. La seconda cappella presenta un altro dipinto del Cenatiempo su San Benedetto si congeda da santa Scolastica, datato 1705 e incorniciato da un'ancona marmorea barocca che riempie tutta la parete centrale. La terza cappella subì gravi danni durante il secondo conflitto mondiale e ospita un altare e un dipinto datato 1892 raffigurante i Sette santi fondatori dell'ordine dei Servi di Maria; entrambi gli elementi artistici provengono dalla distrutta chiesa di San Tommaso d'Aquino. La quarta cappella (dedicata a San Pietro) vede sul fronte una tela di Massimo Stanzione della Madonna che appare a san Pietro Celestino e sui lati invece sono due tele ancora di Girolamo Cenatiempo con a destra una Natività di San Pietro e a sinistra la Morte di san Pietro Celestino, entrambi datati al 1711; nella volta e nelle lunette sono infine raffigurate l'Apoteosi di San Pietro Celestino e figure allegoriche dii Paolo De Matteis. Nella quinta cappella infine, è presente un dipinto del Cenatiempo datato 1706 sullo Sposalizio di santa Caterina, la tela del Sogno di santa Caterina di Nicola Malinconico e diverse decorazioni marmoree di ignoti.
Nella prima cappella di sinistra è un dipinto di Niccolò Rossi del San Biagio Vescovo e presenta inoltre un pavimento maiolicato con disegni tipici aragonesi. La seconda cappella (intitolata alla famiglia Spinelli-Raetano) vede due monumenti funebri addossati alle pareti laterali, quello a sinistra è il cinquecentesco sepolcro di Marino Spinelli di autore ignoto, caratterizzato dal riutilizzo di un busto di epoca romana raffigurante Traiano, quello a destra è invece il settecentesco monumento alla famiglia Raetano di Giuseppe Troccola; sulla parete frontale invece è il dipinto autografo e datato 1705 di Giacomo del Pò dell'Assunzione della Vergine. La terza cappella costituisce un punto di entrata o di uscita laterale del complesso, aprendosi direttamente su piazza Luigi Miraglia tramite la porta posta sotto al campanile della chiesa. La quarta cappella ospita tre monumenti funebri dei quali uno risulta essere il sepolcro del filosofo, medico e scienziato Leonardo Di Capua; la cappella è inoltre caratterizzata da decorazioni in marmi e da una Crocifissione di Sant'Andrea di Domenico Viola. La quinta cappella (di proprietà della famiglia Colonna Zagarola) è caratterizzata da un altare, marmi, opere scultoree di ignoti e ospita anche tre tele di Francesco De Mura: la Predicazione di Sant'Oronzo sull'altare, il Battesimo di Sant'Oronzo sulla parete di sinistra e il Martirio di Sant'Oronzo sulla parete di destra.

#### Cappelle presbiteriali

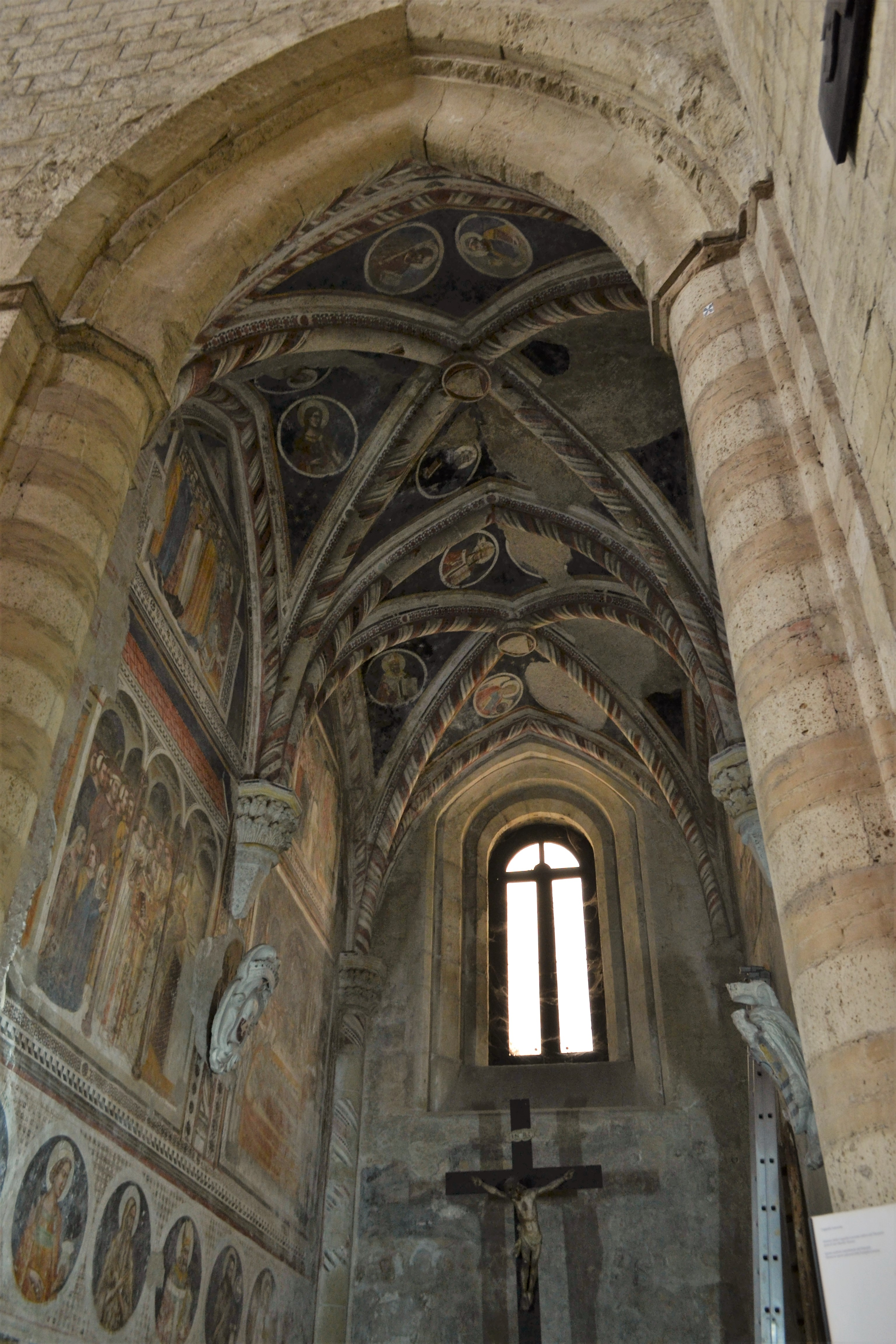
Cappella Leonessa

La prima cappella a destra dell'abside conserva opere di Giovanni da Nola e di Onofrio De Lione: del primo sono un altare con bassorilievo della Deposizione e una scultura raffigurante San Sebastiano collocati nella parete frontale; del secondo sono invece gli affreschi nella volta e nelle pareti laterali dove sono a sinistra il San Cristoforo da Padova con l'ostia e la muta e a destra il San Francesco di Paola davanti ai Reali d'Aragona mentre spezza una moneta dalla quale sprizza sangue datato 1643, mentre le scene del soffitto raffigurano la Madonna, San Domenico, Giovanni Battista e San Francesco. La seconda cappella a destra dell'abside è la cappella Leonessa e ospita un grande ciclo di affreschi databili tra il 1355 e il 1360 di ignoto autore, identificato per convenzione con il nome di Maestro della cappella Leonessa, riprendenti le Storie di san Martino nelle fasce superiori delle pareti, figure di busti di santi in quelle inferiori e altri santi e dottori della chiesa tra gli spicchi della volta a crociera; la cappella conserva inoltre nelle pareti laterali anche due grandi stemmi marmorei, uno della famiglia Leonessa e l'altro della famiglia Petra.
La prima cappella a sinistra dell'abside (cappella Petra) ospita nelle due pareti laterali i monumenti funerari di Domenico Petra, avvocato e uditore nelle provincie di Chieti e Trani, e Vincenzo Petra, terzo barone di Vastogirardi e signore di Caccavone, entrambi opere di Lorenzo Vaccaro; oltre al pavimento maiolicato di epoca aragonese, dove sono poste due lapidi di cui una del 1739 ad Isabella Altemps dei duchi di Gallese, moglie del duca Nicola Petra, la cappella è anche caratterizzata da un affresco della metà del Trecento raffigurante la Madonna del Soccorso. Segue la seconda cappella a sinistra dell'abside, cappella Staibano, composta da un pavimento in mattonelle maiolicate, dal monumento funebre a Paolo Staibano, giureconsulto del Regno di Napoli, nobile di Scala e Napoli, e da affreschi alle pareti con Storie della Maddalena., inoltre sono presenti tre lapidi che ricordano i personaggi più importati della Famiglia Staibano originaria di Scala e Maiori e sul pavimento all'ingresso della cappella vi è la tomba di Fabrizio Staibano, uditore per le provincie di Citra e Calabria rappresentante del re di Spagna in occasione della battaglia navale di Lepanto, dove vi trovò la morte nel 1572. Gli affreschi, attentamente studiati per la prima volta da Ferdinando Bologna nel 1969, sono caratterizzati da un impianto di tendenza giottesco-masiana e rivelano la presenza di un artista aggiornato alla lezione plastica e coloristica del Giotto più tardo, cioè quello della basilica inferiore di San Francesco d'Assisi. L'autore degli affreschi è stato identificato da Bologna con l'anonimo Maestro di Giovanni Barrile attivo a Napoli nella cappella Barrile a San Lorenzo Maggiore. Il ciclo di affreschi potrebbe essere stato realizzato, secondo lo studioso, in una data precedente il 1356.

## Monastero
Il monastero di San Pietro a Majella è coevo alla chiesa e adiacente alla stessa. L'uso dell'edificio da parte dei padri celestini cessò di funzionare nel 1799 e dal 1826 al suo interno ha trovato sede il Conservatorio di San Pietro a Majella, nato dalla fusione di altri quattro conservatori storici della città: quello di Santa Maria di Loreto, della Pietà dei Turchini, di Sant'Onofrio a Porta Capuana e dei Poveri di Gesù Cristo.
I chiostri del complesso sono due: il primo grande risale al 1660 circa e da esso e presenta tra le aiuole una scultura raffigurante Beethoven di Francesco Jerace del 1895; tramite un corridoio sulla destra, si giunge al secondo minore che a sua volta dà accesso alla biblioteca e al Museo del conservatorio di San Pietro a Majella. La biblioteca custodisce un'importante collezione di manoscritti musicali e libretti d'opera della scuola napoletana e non che va dal XVII al XIX secolo; il museo invece conserva un'ampia sezione dedicata agli strumenti storici utilizzati da personalità legate al conservatorio e una cospicua serie di ritratti e busti di musicisti celebri che hanno studiato o insegnato presso l'istituto di San Pietro o presso uno dei quattro antecedenti.